# アンヌ・ド・ピスルー・デイリー
アンヌ・ド・ピスルー・デイリー（フランス語: Anne de Pisseleu d'Heilly, 1508年 - 1580年）は、フランス王フランソワ1世の愛妾。エタンプ公爵夫人（Duchesse d'Etampes）と呼ばれていた。ピカルディーの貴族出身。

## 生涯
1522年より前、フランソワ1世の母ルイーズ・ド・サヴォワの侍女として、宮廷に出仕した。フランソワの愛妾となったのは、彼がマドリードでの虜囚から解放され帰国した1526年で、フランソワ1世は彼女を得るためにそれまでの愛妾フランソワーズ・ド・フォワを袖にした。
アンヌは朗らかで可愛らしく機転がきき、フランソワ1世の亡くなる1547年まで彼の寵愛を独占し続けた。2人の仲は周囲の公認を受けており、1530年にフランソワが新王妃エレアノール・ドートリッシュ（神聖ローマ皇帝カール5世の姉）を迎える際にも、宮殿の窓際に王と並んで立った。1533年、フランソワ1世はアンヌをパンティエーヴル伯ジャン4世・ド・ブロスと結婚させ、2人にエタンプ公位を授けた。
フランソワ1世の治世最後の10年間は、アンヌがかなりの影響力を行使した。彼女は王太子アンリ（のちのアンリ2世）の愛妾ディアーヌ・ド・ポワチエと犬猿の仲で、彼女の後援するアンヌ・ド・モンモランシーと対抗して、フィリップ・ド・シャボット海軍提督を押し立てた。また、フランソワ1世の姉マルグリット・ダングレームに近づいた。
アンヌは、親族を出世させ富ますのに自らの権力を行使した。叔父アントワーヌ・サンギュインをオルレアン司教、のちには枢機卿にした。

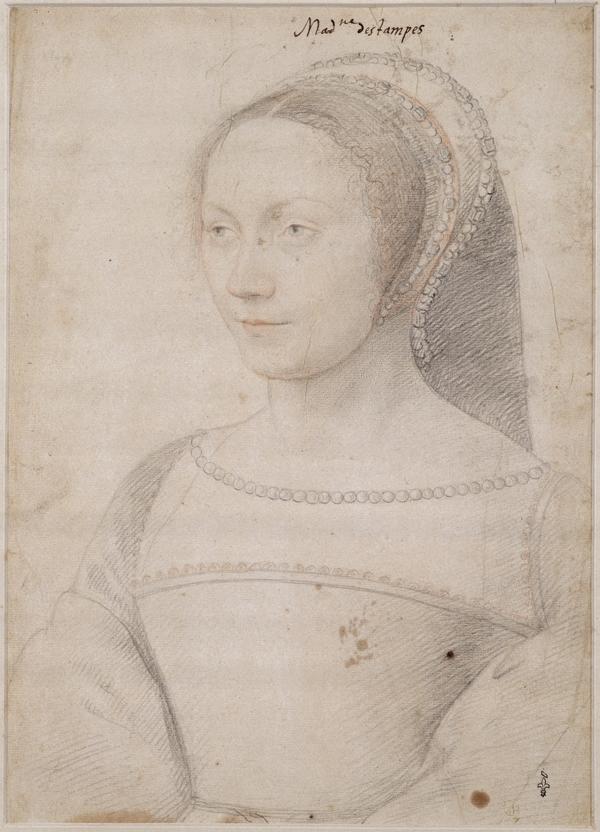
エタンプ公爵夫人アンヌ。フランソワ・クルーエ画

フランソワ1世が亡くなると、宮廷の実権を握ったディアーヌにアンヌは私領へと追放された。そのうえ、アンリ2世は嫡子のないエタンプ公ジャンからエタンプ公の称号を取り上げ、ディアーヌに与えた。このあらゆる侮辱に彼女は自尊心を傷つけられ、アンリ3世の時代にひっそりと亡くなった。

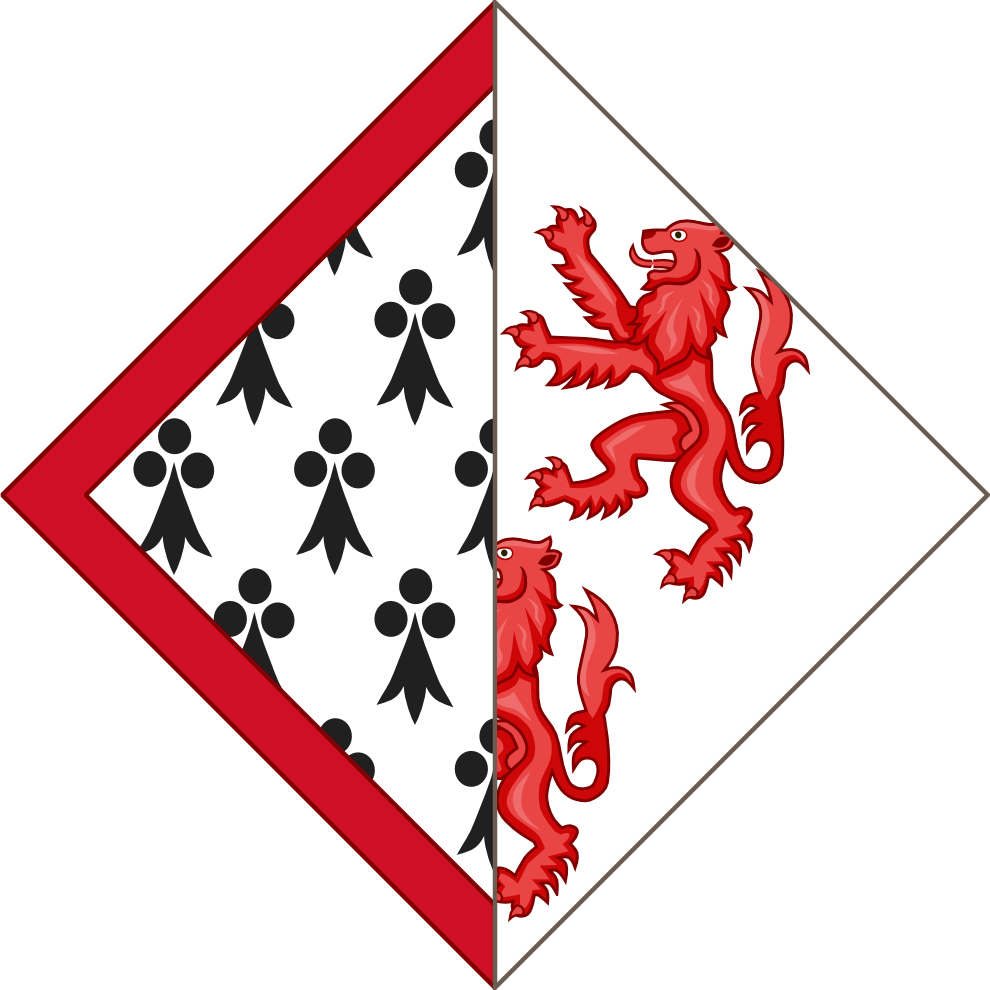
アンヌ・ド・ピスルーの紋章